# Eunique
Eunique (* 13. September 1995 in Hamburg, bürgerlich Qidinah Eunique Cudjo Berkeley) ist eine deutsche Rapperin.

## Leben
Eunique Cudjo wurde als Tochter eines US-Amerikaners mit trinidadischen Wurzeln und einer Ghanaerin in Hamburg geboren und wuchs in einer Pflegefamilie im Stadtteil Poppenbüttel auf. Ihr Vater Anthony Ian Berkeley (1964–2001) war als Rapper und Produzent aktiv und unter den Künstlernamen Too Poetic und Grym Reaper Teil der Hip-Hop-Supergroup Gravediggaz.
Berkeleys Karriere als Rapperin begann 2015, als sie einen Freestyle-Rap auf YouTube hochlud, damals noch unter dem Künstlernamen Eunique Kobra. Dieser war erfolgreich, und so wurde sie unter anderem von dem etablierten Berliner Rapper Fler promotet. Ende 2016 listete PULS Eunique als einen von drei vielversprechenden Rap-Acts für 2017.
Am 20. April 2018 erschien Eunique Berkeleys, nunmehr sich Eunique nennend, Debütalbum Gift, das auf Platz 7 der deutschen Charts einstieg. 2018 spielte sie an der Seite von Kida Khodr Ramadan und Veysel in der zweiten Staffel der Serie 4 Blocks mit. Bei der Verleihung der About You Awards 2019 wurde sie in der Kategorie Music ausgezeichnet. Seit 2020 tritt sie in der Webserie Stichtag auf. In der Reihe YouTube-Germania wurde sie 2020 porträtiert.

## Diskografie
Studioalben
- 2018: Gift
- 2022: Split

Singles (Auswahl)
- 2017: Jubel
- 2017: Cannabis
- 2017: Giftig
- 2017: Genau so (feat. Veysel)
- 2018: 040
- 2018: Check (feat. Xatar)
- 2018: Lila
- 2018: Bluff
- 2018: Wer ist so Nice
- 2018: Fan von mir (feat. KC Rebell)
- 2018: Willkommen in meinem Block
- 2019: Reckless
- 2019: Kobra Kartell
- 2021: Bobby
- 2021: Lost
- 2021: BLM
- 2021: Bad Bitch (feat. Katja Krasavice) [#16 der deutschen Single-Trend-Charts am 18. Juni 2021][8]
- 2021: Egoist
- 2021: Vision (mit Super Static)
- 2022: Ich bin es (feat. Puri)
- 2022: Vendetta
- 2022: Alles (Für dich)
- 2022: International (feat. Jozo)
- 2022: Hi(gh)
- 2022: Man nennt mich
- 2023: Devil (mit TRINA)
- 2024: Keine Liebe
- 2024: Ich liebe dich nicht
- 2024: Ohne Mich
- 2024: Dominos (mit GRMV)
- 2024: DoReMiFaSo
- 2024: Flinta
- 2025: Angry Women (mit YAENNIVER)
- 2025: Energie (mit FemiLovesMe)

Gastbeiträge
- 2017: Zwischen den Zeilen (Joy Denalane feat. Eunique)
- 2017: Groupie (Mert feat. Eunique)
- 2017: Spielgeld (Veysel feat. Eunique)
- 2018: Auf Ewig (Mortel feat. Eunique)
- 2018: FKN (Manuellsen & Micel O feat. Eunique)
- 2019: Mainz (Kim Patricia feat. Eunique)
- 2019: Mörder (Play69 feat. Eunique)
- 2019: Ulala (Mike Singer feat. Eunique)
- 2020: Ich will nicht (NU51 feat. Eunique)
- 2021: love nwantiti [German Remix] (CKay feat. Pronto, Eunique)
- 2022: Meine Bratellas (CE$ feat. Eunique)
- 2022: Darkside Calypso (Eunique Remix) [Genio Joquei, Eunique]
- 2023: Flummie (WILDBWOYS mit Jerome, Eunique)
- 2024: GÜNÜN BİRİNDE (Xir feat. Eunique)

## Auszeichnungen
Erhaltene Auszeichnungen
- 2019: About You Awards – Kategorie: „Music“[9]

Nominierungen
- 2018: Hiphop.de Awards – Kategorie: „Bester Newcomer National“[10]
- 2019: Hype Awards – Kategorie: „Künstlerin“[11]